# UEFA-Pokal 1976/77
Der UEFA-Pokal 1976/77 war die 6. Auflage des Wettbewerbs und wurde von Juventus Turin durch einen Finalsieg gegen Athletic Bilbao gewonnen.
Die 64 Mannschaften spielten im reinen Pokalmodus in sechs Runden mit Hin- und Rückspielen gegeneinander. Bei Torgleichstand entschied zunächst die Anzahl der Auswärts erzielten Tore, anschließend gab es eine Verlängerung und ein Elfmeterschießen.
Die erfolgreichste deutsche Mannschaft in dieser Saison war der 1. FC Magdeburg, der das Viertelfinale erreichte, dort aber am späteren Gewinner Juventus Turin scheiterte.

## 1. Runde
|                           | Gesamt |                          | Hinspiel | Rückspiel |
| ------------------------- | ------ | ------------------------ | -------- | --------- |
| FC Porto                  | 4:5    | FC Schalke 04            | (1)2:2 1 | 2:3       |
| Enosis Neon Paralimni     | 01:11  | 1. FC Kaiserslautern     | 1:3      | 0:8       |
| Glentoran FC              | 3:5    | FC Basel                 | 3:2      | 0:3       |
| Fram Reykjavík            | 0:8    | Slovan Bratislava        | 0:3      | 0:5       |
| AEK Athen                 | 3:2    | FK Dynamo Moskau         | 2:0      | 1:2 n. V. |
| Ajax Amsterdam            | 1:2    | Manchester United        | 1:0      | 0:2       |
| SV Austria Salzburg       | 5:2    | Adanaspor                | 5:0      | 0:2       |
| Belenenses Lissabon       | 4:5    | FC Barcelona             | 2:2      | 2:3       |
| Celtic Glasgow            | 2:4    | Wisła Krakau             | 2:2      | 0:2       |
| Derby County              | 16:10  | Finn Harps               | 12:00    | 4:1       |
| Eintracht Braunschweig    | 7:1    | Holbæk B&I               | 7:0      | 0:1       |
| Español Barcelona         | 4:3    | OGC Nizza                | 3:1      | 1:2       |
| Fenerbahçe Istanbul       | 2:5    | Videoton SC              | 2:1      | 0:4       |
| Feyenoord Rotterdam       | 4:2    | Djurgårdens IF           | 3:0      | 1:2       |
| Grasshopper Club Zürich   | 9:0    | Hibernians Football Club | 7:0      | 2:0       |
| Hibernian Edinburgh       | 1:0    | FC Sochaux-Montbéliard   | 1:0      | 0:0       |
| Inter Mailand             | 1:2    | Honvéd Budapest          | 0:1      | 1:1       |
| 1. FC Köln                | 3:1    | GKS Tychy                | 2:0      | (2)1:1 2  |
| Kuopion PS                | 3:4    | Östers IF                | 3:2      | 0:2       |
| 1. FC Magdeburg           | 4:3    | AC Cesena                | 3:0      | 1:3       |
| Manchester City           | 1:2    | Juventus Turin           | 1:0      | 0:2       |
| Næstved BK                | 0:7    | RWD Molenbeek            | 0:3      | 0:4       |
| Queens Park Rangers       | 11:00  | Brann Bergen             | 4:0      | 7:0       |
| Red Boys Differdingen     | 1:6    | Sporting Lokeren         | 0:3      | 1:3       |
| Schachtjor Donezk         | 4:1    | BFC Dynamo               | 3:0      | 1:1       |
| Slavia Prag               | 2:3    | Akademik Sofia           | 2:0      | 0:3 n. V. |
| Sportul Studențesc        | 4:2    | Olympiakos Piräus        | 3:0      | 1:2       |
| SSW Innsbruck             | 7:1    | Start Kristiansand       | 2:1      | 5:0       |
| AS Armata Târgu Mureș     | 0:4    | Dinamo Zagreb            | 0:1      | 0:3       |
| Újpesti Dózsa SC Budapest | 1:5    | Athletic Bilbao          | 1:0      | 0:5       |
| Dinamo Bukarest           | 1:2    | AC Mailand               | 0:0      | 1:2       |
| Lokomotive Plowdiw        | 3:5    | Roter Stern Belgrad      | 2:1      | 1:4       |

## 2. Runde
|                        | Gesamt          |                         | Hinspiel | Rückspiel |
| ---------------------- | --------------- | ----------------------- | -------- | --------- |
| AEK Athen              | 5:2             | Derby County            | 2:0      | 3:2       |
| Akademik Sofia         | 4:5             | AC Mailand              | 4:3      | 0:2       |
| SV Austria Salzburg    | (a)2:2(a)       | Roter Stern Belgrad     | 2:1      | 0:1       |
| FC Basel               | 2:4             | Athletic Bilbao         | 1:1      | 1:3       |
| Eintracht Braunschweig | 2:3             | Español Barcelona       | 2:1      | 0:2       |
| Hibernian Edinburgh    | 3:4             | Östers IF               | 2:0      | 1:4       |
| 1. FC Kaiserslautern   | 2:7             | Feyenoord Rotterdam     | 2:2      | 0:5       |
| 1. FC Köln             | 5:2             | Grasshopper Club Zürich | 2:0      | 3:2       |
| 1. FC Magdeburg        | 4:2             | Dinamo Zagreb           | 2:0      | 2:2       |
| Manchester United      | 1:3             | Juventus Turin          | 1:0      | 0:3       |
| Schachtjor Donezk      | 6:2             | Honvéd Budapest         | 3:0      | 3:2       |
| Slovan Bratislava      | 5:8             | Queens Park Rangers     | 3:3      | 2:5       |
| Sportul Studențesc     | 0:5             | FC Schalke 04           | 0:1      | 0:4       |
| SSW Innsbruck          | 1:2             | Videoton SC             | 1:1      | 0:1       |
| Wisła Krakau           | 2:2 (4:5 i. E.) | RWD Molenbeek           | 1:1      | 1:1 n. V. |
| FC Barcelona           | 3:2             | Sporting Lokeren        | 2:0      | 1:2       |

## 3. Runde
|                     | Gesamt    |                     | Hinspiel | Rückspiel |
| ------------------- | --------- | ------------------- | -------- | --------- |
| RWD Molenbeek       | 2:1       | FC Schalke 04       | 1:0      | 1:1       |
| AEK Athen           | (a)3:3(a) | Roter Stern Belgrad | 2:0      | 1:3       |
| Athletic Bilbao     | 5:4       | AC Mailand          | 4:1      | 1:3       |
| Español Barcelona   | 0:3       | Feyenoord Rotterdam | 0:1      | 0:2       |
| Juventus Turin      | 3:1       | Schachtjor Donezk   | 3:0      | 0:1       |
| 1. FC Magdeburg     | 5:1       | Videoton SC         | 5:0      | 0:1       |
| Östers IF           | 1:8       | FC Barcelona        | 0:3      | 1:5       |
| Queens Park Rangers | (a)4:4(a) | 1. FC Köln          | 3:0      | 1:4       |

## Viertelfinale
|                     | Gesamt          |                | Hinspiel | Rückspiel |
| ------------------- | --------------- | -------------- | -------- | --------- |
| Athletic Bilbao     | 4:3             | FC Barcelona   | 2:1      | 2:2       |
| Feyenoord Rotterdam | 1:2             | RWD Molenbeek  | 0:0      | 1:2       |
| 1. FC Magdeburg     | 1:4             | Juventus Turin | 1:3      | 0:1       |
| Queens Park Rangers | 3:3 (6:7 i. E.) | AEK Athen      | 3:0      | 0:3 n. V. |

## Halbfinale
|                | Gesamt    |                 | Hinspiel | Rückspiel |
| -------------- | --------- | --------------- | -------- | --------- |
| Juventus Turin | 5:1       | AEK Athen       | 4:1      | 1:0       |
| RWD Molenbeek  | (a)1:1(a) | Athletic Bilbao | 1:1      | 0:0       |

## Finale

### Hinspiel
| Juventus Turin                                | Juventus Turin | Athletic Bilbao | Athletic Bilbao |
| --------------------------------------------- | --- | --- | --------------- |
| Juventus Turin                                | \| 4. Mai 1977 in Turin (Stadio Comunale) \| \| Ergebnis: 1:0 (1:0) \| \| Zuschauer: 75.000 \| \| Schiedsrichter: Charles Corver ( Niederlande) \|                                                                                            | \| 4. Mai 1977 in Turin (Stadio Comunale) \| \| Ergebnis: 1:0 (1:0) \| \| Zuschauer: 75.000 \| \| Schiedsrichter: Charles Corver ( Niederlande) \|                                                                              | Athletic Bilbao |
| Juventus Turin                                | Dino Zoff – Antonello Cuccureddu, Claudio Gentile, Gaetano Scirea, Francesco Morini – Marco Tardelli, Giuseppe Furino , Romeo Benetti – Franco Causio, Roberto Boninsegna (40. Sergio Gori), Roberto Bettega Cheftrainer: Giovanni Trapattoni | José Ángel Iribar – José Ignacio Oñaederra, Javier Escalza, Andoni Goikoetxea Olaskoaga, Agustín Guisasola, Ángel María Villar, Javier Irureta, José Ángel Rojo, Churruca, Dani, José Francisco Rojo Cheftrainer: Koldo Aguirre | Athletic Bilbao |
| Juventus Turin                                | 1:0 Marco Tardelli (14.) | | Athletic Bilbao |
| 4. Mai 1977 in Turin (Stadio Comunale)        | | |                 |
| Ergebnis: 1:0 (1:0)                           | | |                 |
| Zuschauer: 75.000                             | | |                 |
| Schiedsrichter: Charles Corver ( Niederlande) | | |                 |

### Rückspiel
| Athletic Bilbao                              | Athletic Bilbao | Juventus Turin | Juventus Turin |
| -------------------------------------------- | --- | --- | -------------- |
| Athletic Bilbao                              | \| 18. Mai 1977 in Bilbao (San Mamés) \| \| Ergebnis: 2:1 (1:1) \| \| Zuschauer: 42.000 \| \| Schiedsrichter: Erich Linemayr ( Österreich) \|                                                                  | \| 18. Mai 1977 in Bilbao (San Mamés) \| \| Ergebnis: 2:1 (1:1) \| \| Zuschauer: 42.000 \| \| Schiedsrichter: Erich Linemayr ( Österreich) \| | Juventus Turin |
| Athletic Bilbao                              | José Ángel Iribar – Lasa (63. Carlos Ruiz Herrero), Agustín Guisasola, Alesanco, Javier Escalza, Ángel María Villar, Churruca, Javier Irureta, Amorrortu, Dani, José Francisco Rojo Cheftrainer: Koldo Aguirre | Dino Zoff – Antonello Cuccureddu, Claudio Gentile, Gaetano Scirea, Francesco Morini – Marco Tardelli, Giuseppe Furino , Romeo Benetti – Franco Causio, Roberto Boninsegna (60. Luciano Spinosi), Roberto Bettega Cheftrainer: Giovanni Trapattoni | Juventus Turin |
| Athletic Bilbao                              | 1:1 Javier Irureta (11.) 2:1 Carlos Ruiz Herrero (79.) | 0:1 Roberto Bettega (6.) | Juventus Turin |
| 18. Mai 1977 in Bilbao (San Mamés)           | | |                |
| Ergebnis: 2:1 (1:1)                          | | |                |
| Zuschauer: 42.000                            | | |                |
| Schiedsrichter: Erich Linemayr ( Österreich) | | |                |

## Beste Torschützen
| Rang | Spieler             | Klub                | Tore |
| ---- | ------------------- | ------------------- | ---- |
| 1    | Stan Bowles         | Queens Park Rangers | 11   |
| 2    | Kevin Hector        | Derby County        | 7    |
|      | Don Givens          | Queens Park Rangers | 7    |
| 4    | Charlie George      | Derby County        | 6    |
|      | Dani                | Athletic Bilbao     | 6    |
|      | Klaus Fischer       | FC Schalke 04       | 6    |
|      | Zoran Filipović     | Roter Stern Belgrad | 6    |
| 8    | Carlos Ruiz Herrero | Athletic Bilbao     | 5    |
|      | Johan Cruyff        | FC Barcelona        | 5    |
|      | Dieter Müller       | 1. FC Köln          | 5    |
|      | Manuel Clares       | FC Barcelona        | 5    |
|      | Roberto Boninsegna  | Juventus Turin      | 5    |
|      | Roberto Bettega     | Juventus Turin      | 5    |

## Eingesetzte Spieler Juventus Turin
| Juventus Turin | |
| Juventus Turin | - Tor: Dino Zoff (12/-) - Abwehr: Antonello Cuccureddu (12/3); Gaetano Scirea (12/1); Claudio Gentile (11/-); Francesco Morini (11/-); Luciano Spinosi (7/-); Sergio Gori (3/-); Antonio Cabrini (2/-) - Mittelfeld: Romeo Benetti (12/2); Marco Tardelli (12/2); Franco Causio (11/1); Giuseppe Furino (9/-); Alberto Marchetti (3/-) - Sturm: Roberto Bettega (12/5); Roberto Boninsegna (11/5) - Trainer: Giovanni Trapattoni |